# Pavlína Horálková
Pavlína Horálková (ur. 24 maja 1991 w Benešovie) – czeska hokeistka, reprezentantka kraju, olimpijka z Pekinu 2022.

## Kariera klubowa
W sezonie 2007/2008 zadebiutowała w HC Slavia Praha w European Women's Hockey League (od 2011 w czeskiej ekstralidze). Występowała także w drużynie rezerw HC Berounské Lvice.
W 2014 związała się z rosyjską Biriusą Krasnojarsk (Żenskaja Chokkiejnaja Liga).

## Kariera reprezentacyjna
W 2008 zadebiutowała w reprezentacji Czech U18 oraz w tym samym roku otrzymała powołanie do reprezentacji seniorskiej, w której od tej pory grywała regularnie w każdym sezonie. Broniła czeskich barw na Zimowych Igrzyskach Olimpijskich 2022, podczas których zagrała w 5 meczach.